# 恭城关木通
恭城关木通（学名：Isotrema gongchengense）是马兜铃科关木通属的一种植物，是中国的特有植物。分布于中国的广西。
檐部3深裂, 裂片大, 黄棕色, 椭圆形, 反卷, 长大于宽并长于上部花被管。。